# 環碧堂
環碧堂（：／ Hwanbyeokdang */?）是一个传统朝鮮園林的亭子，位于韓國光州廣域市北區，邻近全羅南道潭陽郡。它由金允悌（김윤제，號沙村，1501年~1572年）在他家的后山兴建。